# Кавур
Кавур (італ. Cavour, п'єм. Cavour) — муніципалітет в Італії, у регіоні П'ємонт,  метрополійне місто Турин.
Кавур розташований на відстані близько 530 км на північний захід від Рима, 45 км на південний захід від Турина.
Населення — 5572 особи (2014).
Щорічний фестиваль відбувається першої неділі серпня. Покровитель — Святий Лаврентій.

## Демографія
Населення за роками:

Станом на 1 січня 2023 року в муніципалітеті офіційно проживало 425 іноземців з 32 країн, серед них 215 громадян країн Євросоюзу та 5 громадян України.

## Сусідні муніципалітети
- Баньйоло-П'ємонте
- Бардже
- Біб'яна
- Брикеразіо
- Кампільйоне-Феніле
- Гарцильяна
- Мачелло
- Вігоне
- Віллафранка-П'ємонте